# Герцог Бурнонвиль

Герб Бурнонвиля, область Булонне, Па-де-Кале, Франция

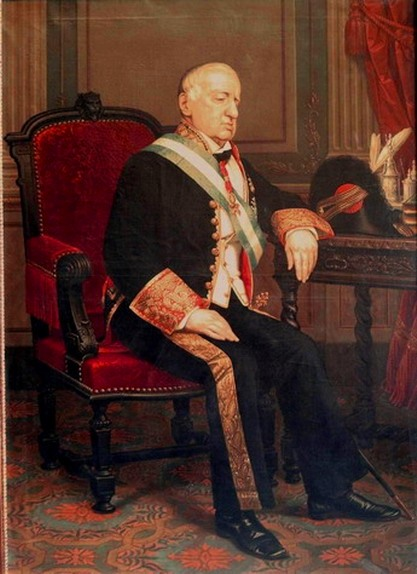
Хосе Рафаэль де Сильва Фернандес де Ихар, 12-й герцог де Ихар, 8-й герцог де Бурнонвиль, автор Бернардино Монтаньес, 1863—1870 годы. (Провинциальный совет Сарагосы).

Герцог де Бурнонвиль (исп. Duque de Bournonville) — испанский аристократический титул. Он был создан королем Филиппом V 20 января 1717 года в качестве пожизненного титула для Мигеля Хосе де Бурнонвиля Сент-Альдегонда, князя Бурнонвиля, в качестве поддержки этому знатному фламандскому дворянскому роду во время Войны за испанское наследство.
В 1739 году король Филипп V пожаловал Мигелю Хосе де Бурнонвилю Сент-Альдегонду в наследственное владение титул герцога де Бурнонвиля. 17 сентября того же 1739 года последний получил от короля разрешение на передачу герцогского титула его племяннику Франсиско Хосе де Бурнонвилю.
12 июля 1658 года испанский король Филипп IV в Мадриде пожаловал княжеский титул Александру фон Бурнонвилю, 3-му графу д’Энен-Льетар (1616—1690), возведя в этот ранг сеньорию Бюггенхаут в Брабанте. Александр фон Бурнонвиль был генералом испанской армии, губернатором и капитан-генералом Артуа, вице-королем Каталонии (1678—1684) и Наварры (1686—1690), кавалером Ордена Золотое руно.

## Герцоги де Бурнонвиль
|                            | Титул | Период                     |
| Креация создана Филиппом V | Креация создана Филиппом V | Креация создана Филиппом V |
| -------------------------- | --- | -------------------------- |
| I                          | Мигель Хосе де Бурнонвиль и Сант-Алдегонд (30 июня 1672 — 2 октября 1752), сын Жана Франсуа де Бурнонвиля, барона де Карпес и Уллефор (1638—1718), и Марии Фернандины де Сант-Алдегонд (1634—1697)                                                                           | 1717-1752                  |
| II                         | Франсиско Хосе де Бурноновиль (15 февраля 1710 — 29 сентября 1769), старший сын Вольфганга Гийома де Бурнонвиля, маркиза де Сарс (1670—1754), и Хонорины Анжелики Флоренсии д’Урсель                                                                                         | 1752-1769                  |
| III                        | Максимилиано Казимиро де Бурнонвиль (3 октября 1713 — 10 мая 1791), второй сын Вольфганга Гийома де Бурнонвиля, маркиза де Сарс (1670—1754), и Хонорины Анжелики Флоренсии д’Урсель                                                                                          | 1769-1791                  |
| IV                         | Ана Франсиска де Бурнонвиль (1 января 1712 — 24 сентября 1791), старшая дочь Вольфганга Гийома де Бурнонвиля, маркиза де Сарс (1670—1754), и Хонорины Анжелики Флоренсии д’Урсель                                                                                            | 1791-1792                  |
| V                          | Педро де Алькантара де Сильва Фернандес де ихар и Абарка де Болеа (28 ноября 1741 — 23 февраля 1808), сын Хоакина Диего де Сильвы Портокарреро Фернандеса де ихара, 9-го герцога де Ихара (1721—1758), и Марии Энграсии Абарка де Болеа и Понс де Мендоса (1721—1750)        | 1792-1797                  |
| VI                         | Агустин Педро де Сильва Фернандес де Ихар и Палафокс (14 апреля 1773 — 12 декабря 1817), старший сын предыдущего и Рафаэлы де Палафокс и Крой де Хавре (1748—1777) | 1797-1817                  |
| VII                        | Мария Франсиска Хавьера де Сильва и Фитц-Джеймс Стюарт (1795—1818), единственная дочь предыдущего и Марии Фернанды Фитц-джеймс Стюарт и Штольберг-Гедерн (1775—1852) | 1817-1818                  |
| VIII                       | Хосе Рафаэль де Сильва Фернандес де Ихар-и-Палафокс (28 апреля 1776 — 16 сентября 1863), второй сын Педро де Алкьантары Фадрике де сильвы Фернандес де ихара и Абарки де Болеа Портокарреро и Понс де Мендосы (1741—1808), и Рафаэлы де Палафокс и Крой де Хавре (1748—1777) | 1818-1863                  |
| IX                         | Каэтано де Сильва и Фернандес де Кордова (8 ноября 1805 — 25 января 1865), старший сын предыдущего и Хуаны Фернандес де Кордова, 7-й маркизы де Санвисенте-дель-Барко (1785—1808)                                                                                            | 1863-1865                  |
| X                          | Агустин де Сильва и Бернуй (10 мая 1822 — 7 мая 1782), единственный сын предыдущего и Марии де ла Соледад де Бернуй и Вальда (1806—1871) | 1865-1872                  |
| XI                         | Хайме де Сильва и Кэпмбелл (24 сентября 1852 — 1925), второй сын Андреса Авелино де Сильвы Фернандеса де Кордовы, 15-го герцога Ихара (1805—1885), и Марии Каролины Елизаветы Кэмпбелл и Винсент (1820—1876), внук 8-го герцога де Бурнонвиля                                |                            |
| XII                        | Хайме де Сильва и Митьянс (8 июня 1893 — 1975), старший сын предыдущего и Агустины Митьянс и Мансанедо |                            |
| XIII                       | Хосе Гильермо де Сильва и Митьянс (род. 14 мая 1895), старший сын Хайме де Сильвы и Митьянса, 11-го герцога де Бурнонвиля, и Марии дель Росарио Агрелы и Буэно, 2-й графини де Агрела                                                                                        | 1926-1963                  |
| XIV                        | Хайме де Сильва и Агрела (ок. 1910—1975), второй сын Хайме де Сильвы и Митьянса, 12-го герцога де Бурнонвиля, и Марии дель Росарио Агрелы и Буэно, 2-й графини де Агрела | 1963-1975                  |
| XV                         | Альваро де Сильва и Мора (род. 25 марта 1949), второй сын предыдущего и Аны Марии де Мора и Арагон (1921—2006) | 1975 — настоящее время     |